# Nagy Szent Euthümiosz
Nagy Szent Euthümiosz (latinul: Euthymius, ógörögül: Εὐθύμιος ὁ Μέϒας), (Meletine, 377 – Jeruzsálem közelében, 473. január 20.) örmény származású remete.

## Élete
Életrajzírója, Szküthopoliszi Cirill (524–568) szerint Euthümiosz az örményországi Melitenében született. Miután 2 éves korában elvesztett édesapját, édesanyja, Dionüszia elvitte Otreiosz püspökhöz megkeresztelni. A püspök befogadta a kis Euthümioszt a templom szolgálatába és Dionüsziát is, mint diakónisszát. Kemény tanulóévek után Euthümioszt pappá szentelték, egyben megbízták, hogy archimandritaként felügyeljen a város összes monostorára.
Euthümiosz legszívesebben a 33 Vértanú-monostorban tartózkodott, a nagyböjtöt pedig a hegyek teljes magányában töltötte. Minthogy elöljárói feladatát károsnak ítélte lelkére, 406-ban Palesztinába menekült. Végigjárta a Jeruzsálem környéki remetéket, míg végül a Pharan lavrában állapodott meg. Viszont Theoktiszkosz nevű társával itt is magányban töltötte a nagyböjtöt. Egyik ilyen alkalommal egy rejtett barlangra akadtak, ahol le is telepedtek.
Később pásztorok fedezték fel őket, majd a Pharan lavrából is több követő ment Euthümioszhoz. A közeli Wadi-ed-Daborban monostor épült, ám annak vezetését Theoktiszkosz, és nem Euthümiosz vállalta magára.
A szent továbbra is megmaradt a barlangjában, ahol tanítványok, majd gyógyulást kívánó betegek keresték fel időnként őt. Egy idő után a magányra vágyó Euthümiosz elhagyta a barlangot, és a Holt-tenger keleti partjának vidékére ment, majd a Hebron melletti Ziph pusztaságába vette be magát. Mivel itt is megtalálták a tanítványok és a betegek – akik monostort is építettek neki –, visszament Theosztiszkosz-közösségéhez. A Sahel-domb mellett egy új barlangra akadt, ahová be is költözött. Közben pedig szinte sátorváros épült a remetét felkereső emberek sokasága miatt a barlang körül. Idővel püspökkel is rendelkező tényleges település jött létre. A templomot 428-ban szentelték fel.
Később Euthümiosz tanítványai részt vettek az efezusi (431) és a khalkédóni zsinaton (451), Eudoxia császárnőt pedig maga a szent vette rá a dogmák elfogadására.
Euthümiosz hosszú élet után 473-ban hunyt el. Anasztáziosz pátriárka abban a barlangban temettette el, ahol megkezdte remete életét.

## Munkássága

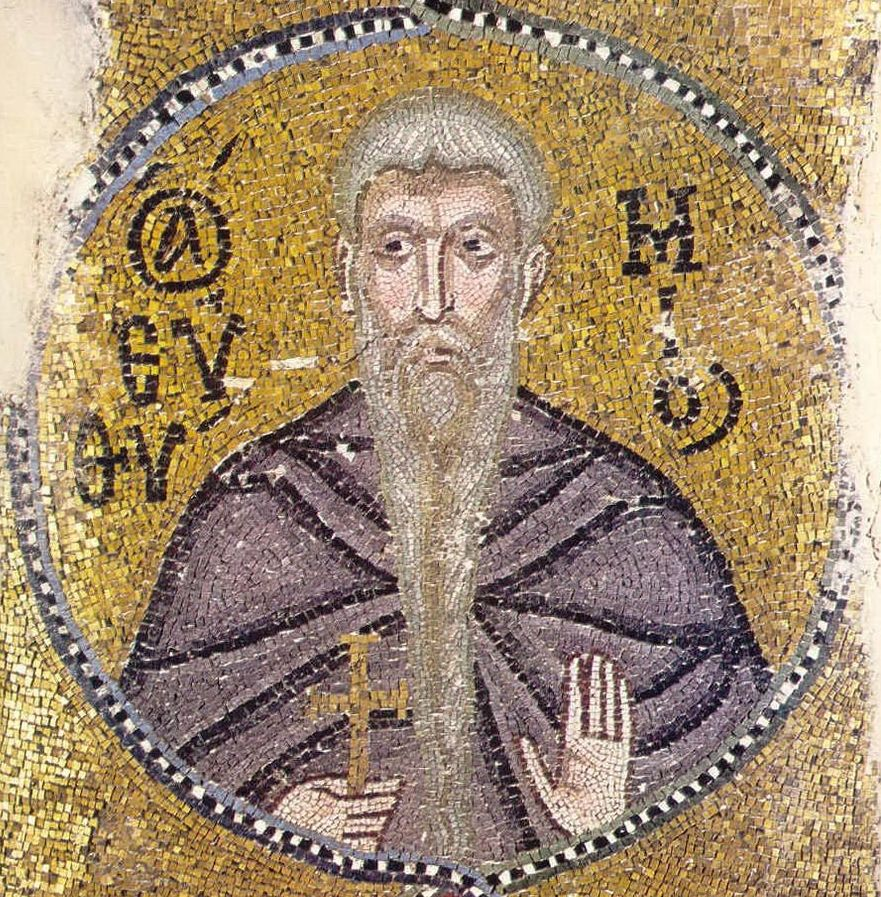
Euthümiosz képe a Nea Moni kolostorban. (Khiosz, Görögország)

Euthümiosz a palesztinai–sínai monarchizmusnak az egyik legkiemelkedőbb alakja. Jóllehet, soha nem járt Egyiptomban, nagy hatást gyakoroltak rá az egyiptomi anachoréták, különösen Nagy Szent Arzén. Euthümiosz a lavrában sajátos módon egyesítette a remete és a szerzetesi életmódot. Életrajzírója szerint mindenütt rendkívüli vonzerőt gyakorolt környezetére, fiatalokra, szerzetesekre, püspökökre, szegényekre és a császári ház tagjaira. Ugyan nem hagyott hátra írott művet, életrajzából mégis meg lehet rajzolni lelkiségének jellemzőit. Egyházias érzület jellemezte, amely egyként jelentett tiszteletet, az igazság kimondását, illetve szükség esetén bírálatot. Emellett el tudott igazodni kora hitbeli vitáiban is.
Gyakorlati ember volt: tanítványait a megtestesült Ige szeretetének és alázatának követésére, valamint a világtól való elszakadásra buzdította. Környezete "theophorosz"-nak (Istenhordozó) tartotta, aki a jövőbe és a szívekbe lát, rendelkezik a gyógyítás és a szellemek megkülönböztetésének adományával. Életrajza szerint Euthümiosz kis termetű volt. Nevét mégis a "nagy" jelzővel köti össze a hagyomány.
Euthümiosz nevéhez fűződik a nagyböjti 40 napos lelki magánybavonulás bevezetése is.